# La Viudita (leyenda boliviana)
La viudita es un personaje de las leyendas del oriente de Bolivia. Se la conoce como el fantasma de una mujer que aparece en los callejones y calles oscuras después de la medianoche, seduciendo especialmente a hombres trasnochados y mujeriegos.

## Leyenda
La viudita es descrita como una mujer vestida con una falda larga y manto negros, cubriendo su rostro con un paño; era poseedora de una voz serena y cautivadora, y de trato fino y encantador, además de caminar seductor, con lo cual encantaba a los trasnochados, quienes, seducidos, la seguían por la oscuridad de la calle hasta las afueras del poblado, o del cementerio, donde se quitaba el velo y dejaba ver su cráneo.
La leyenda, contada en Santa Cruz, menciona que La Viudita poseía parajes predilectos para conducir a los seducidos: Las soledades del Tao, el islerío de la pampa del Lazareto, La Poza de las Antas y la cerrazón de las riberas del Río Nuevo. Una vez en estos lugares, desolados antaño, La Viudita los empujaba en lugares oscuros o fosas de lodo o aguas sucias para después desaparecer. Otros relatos mencionan que, incluso, los seducidos perdían la vida.
La leyenda es recogida por el escritor cruceño Germán Coimbra Sanz, a través de su escrito "La leyenda de la Viudita".

## Referencia
1. 1 2 3  Nogales, Michelle (30 de septiembre de 2021). «Conocé a las criaturas, deidades y leyendas bolivianas del Graficalaca 2021». Muy Waso. Archivado desde el original el 21 de enero de 2025. Consultado el 16 de julio de 2025.
2. 1 2  «Soy Santa Cruz Bolivia». www.soysantacruz.com.bo. Consultado el 16 de julio de 2025.
3. ↑  DTIGE-GAMT. «Te vaj a enamorar|Turísmo». trinidadtevajaenamorar.com.bo (en inglés). Consultado el 16 de julio de 2025.
4. ↑  Deber, El. «Misterios y mitos de Santa Cruz: Un recorrido por sus leyendas más emblemáticas | El Deber». eldeber.com.bo. Consultado el 17 de julio de 2025.
5. ↑  Coimbra Sanz, Germpan. «La leyenda de La Viudita». La leyenda de La Viudita. Consultado el 16 de julio de 2025.